# Cotinusa albescens
Cotinusa albescens là một loài nhện trong họ Salticidae.
Loài này thuộc chi Cotinusa. Cotinusa albescens được Cândido Firmino de Mello-Leitão miêu tả năm 1945.